# Johnson Outdoors
Johnson Outdoors Inc. (NASDAQ: JOUT) produce prodotti ricreativi sportivi come watercraft, attrezzature per immersione, compassi e attrezzature per la navigazione, e abbigliamento. Ha 24 sedi nel mondo, con 1.400 collaboratori. Helen Johnson-Leipold, uno dei figli di Samuel Curtis Johnson, Jr., guida l'azienda dal 1999.

## Storia
La società è parte della Johnson Family Enterprises, già Johnson Wax Associates, e cresciuta diversificandosi anche con la S. C. Johnson & Son durante gli anni '70. Divenne la Johnson Camping, Inc., e più tardi rinominata Johnson Worldwide Associates (JWA).
Divenne pubblica nel 1987 e 1988, con la famiglia Johnson sempre in maggioranza relativa.

### Silva Compass
La Silva Company USA, distributrice dei prodotti svedesi Silva compass, venne acquisita nel 1973, seguita dalla Silva Ltd. Canada nel 1985. Dal 1980, JWA importa le bussole della svedese Silva Production AB (Silva Group) per il nord America.

JWA detiene i marchi Explorer, Polaris, Ranger, 1, 2, 3 e altri negli U.S.A. e Canada. Al 2008, JWA - Johnson Outdoors, Inc. si rifornisce dei compassi a marchio Silva dalla PT Uwatec Batam, in Indonesia. Il Silva 424 Wrist Sighting Compass della Johnson Outdoors è fornito dalla Suunto Oy finlandese, mentre il Silva Lensatic 360 compass ha origini made in Taiwan.

### Healthways
Healthways fu fondata da Dick Klein che costruì attrezzatura per immersioni. Fallì nel 1962 e nacque così nel 1963 la Scubapro. All'epoca erano cinque le aziende di attrezzature per sub: U.S. Divers, Healthways, Voit, Dacor, Swimaster. Healthways utilizzò per prima il termine "scuba" come acronimo; il loro primo erogatore fu chiamato "Scuba"; uno degli ultimi modelli, lo Scuba Pro, diede il nome poi all'azienda Scubapro.

### Scubapro
Scubapro fu fondata nel 1963 da Gustav Dalla Valle, della Beuchat negli USA, e da Dick Bonin. Il logo "S" deriva dal Beuchat “Souplair”.

### Uwatec
Uwatec fu fondata in Svizzera nel 1984 anch'essa come costruttore di attrezzature subacquee.

### Subgear
Subgear è il marchio nuovo della Seemann Sub tedesca attiva dal 1979.

### Jetboil
Dal novembre 2012, Johnson Outdoors ha il controllo della Jetboil, fornelli portatili. Fondata nel 2001, con sede a Manchester (New Hampshire).

### Eureka
Attrezzature per campeggio Eureka! Tent Company.